# Pidhajtschyky (Lwiw)
Pidhajtschyky (ukrainisch Підгайчики; russisch Подгайчики Podgaitschiki, polnisch Podhajczyki) ist ein Dorf in der westukrainischen Oblast Lwiw mit etwa 490 Einwohnern.

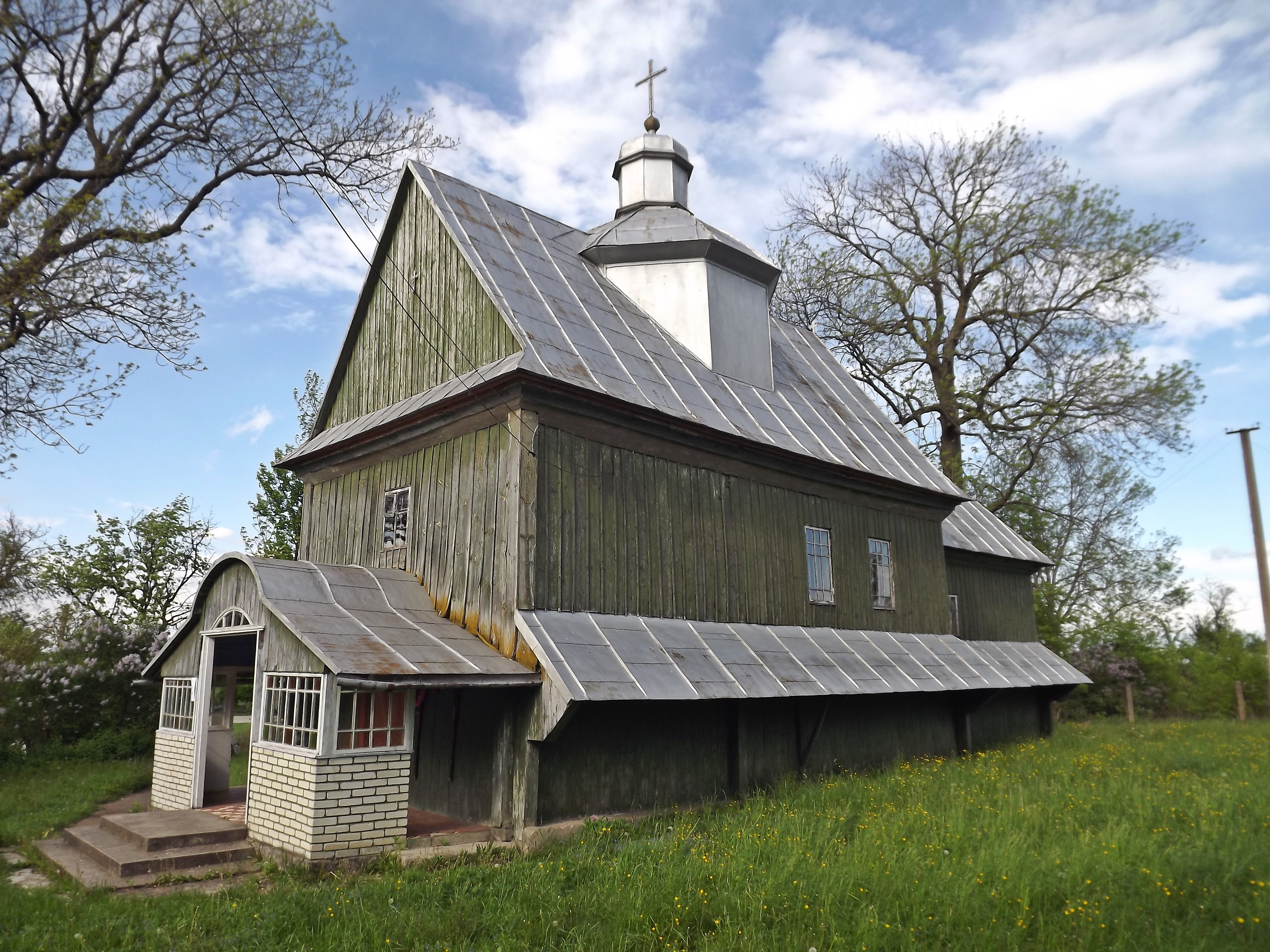
Kirchengebäude im Ort

Es gehört zur Stadtgemeinde Hlynjany im Rajon Lwiw, bis zum 12. Juni 2020 bildete es mit den Dörfern Kossytschi (Косичі), Pohorilzi (Погорільці), Schopky (Шопки) und Turkotyn (Туркотин) die gleichnamige Landratsgemeinde Pidhajtschyky (Підгайчиківська сільська рада/Pidhajtschykiwska silska rada) im Rajon Solotschiw.

## Geschichte
Der Ort wurde im Jahre 1499 als Podhajcze und später als Podhaicze (1578) urkundlich erwähnt. Der ursprüngliche Name bedeutete unter (pod) Wald  (haj, polnisch gaj).
Er gehörte zunächst zum Lemberger Land in der Woiwodschaft Ruthenien der Adelsrepublik Polen-Litauen. Bei der Ersten Teilung Polens kam das Dorf 1772 zum neuen Königreich Galizien und Lodomerien des habsburgischen Kaiserreichs (ab 1804).
Im Jahre 1900 hatte die Gemeinde Podhajczyki 152 Häuser mit 793 Einwohnern, davon 671 ruthenischsprachige, 70 polnischsprachige, 52 deutschsprachige, 668 griechisch-katholische, 21 römisch-katholische, 52 Juden, 52 anderen Glaubens.
Nach dem Ende des Polnisch-Ukrainischen Kriegs 1919 kam die Gemeinde zu Polen. Im Jahre 1921 hatte die Gemeinde Podhajczyki 142 Häuser mit 747 Einwohnern, davon 493 Ruthenen, 250 Polen, vier Juden (Nationalität), 678 griechisch-katholische, 44 römisch-katholische, 24 Juden (Religion), 1 anderer Christ.
Im Zweiten Weltkrieg gehörte der Ort zuerst zur Sowjetunion und ab 1941 zum Generalgouvernement, ab 1945 wieder zur Sowjetunion, heute zur Ukraine.

### Unterwalden
Im Jahre 1784 im Zuge der Josephinischen Kolonisation wurden auf dem Grund des Dorfes deutsche Kolonisten lutherischer und reformierter Konfession angesiedelt. Die Kolonie wurde erst Freyersburg und später Unterwalden genannt und wurde eine unabhängige Gemeinde. Die Protestanten gründeten schon im Jahre 1784 eine lutherische Filialgemeinde im Uniower Diakonat der Pfarrgemeinde Lemberg in der Evangelischen Superintendentur A. B. Galizien. Im Jahre 1798 wurde ein Bethaus erbaut.
Im Jahre 1900 hatte die Gemeinde Unterwalden 81 Häuser mit 516 Einwohnern, davon 466 deutschsprachige, 31 ruthenischsprachige, 10 polnischsprachige, 63 Juden, 33 griechisch-katholische, 16 römisch-katholische, 494 anderen Glaubens.
Im Jahre 1921 hatte die Gemeinde Unterwalden 79 Häuser mit 401 Einwohnern, davon 278 Deutschen, 59 Ruthenen, 45 Juden (Nationalität), 19 Polen, 278 evangelische, 59 griechisch-katholische, 19 römisch-katholische, 45 Juden (Religion).

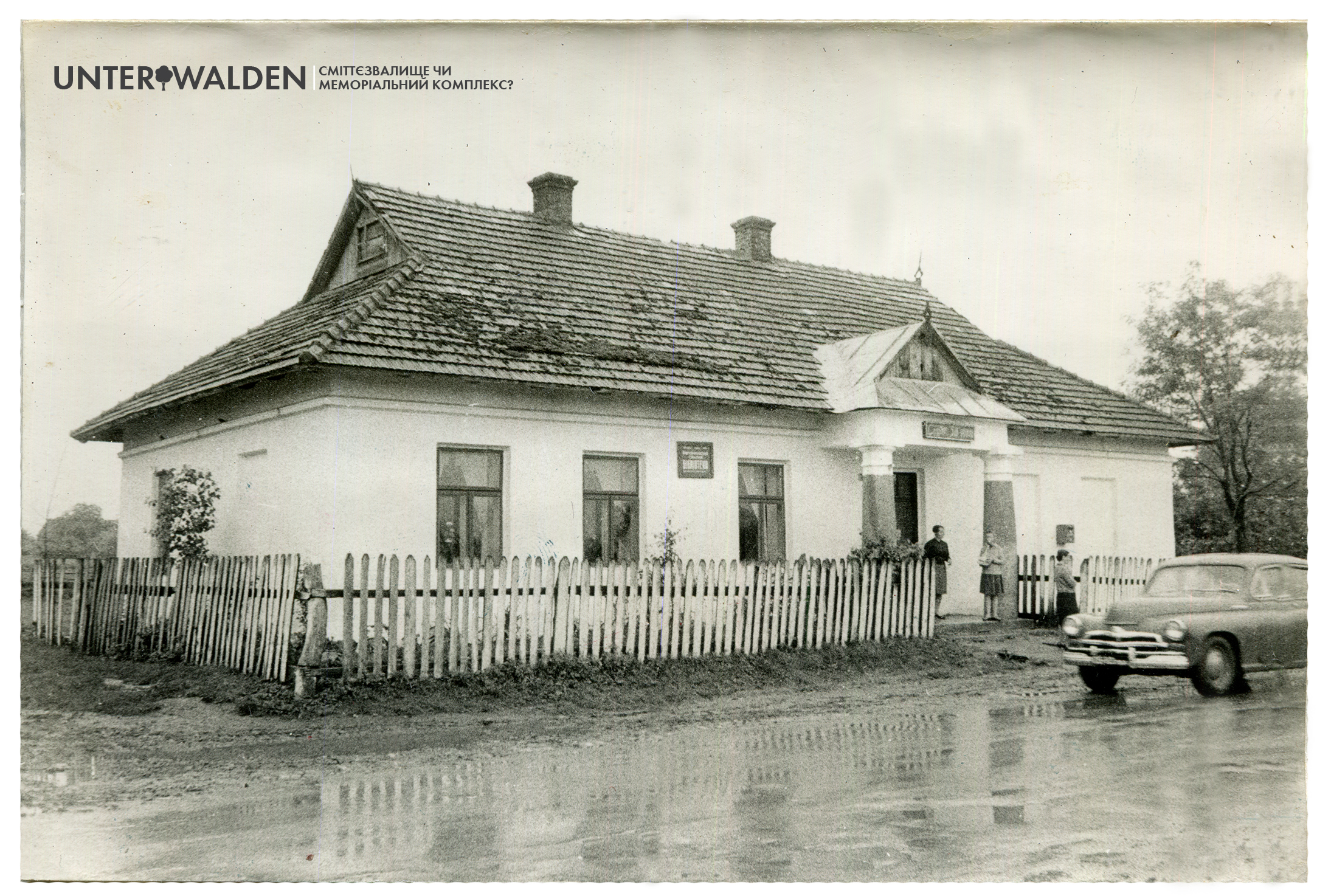
Unterwalden
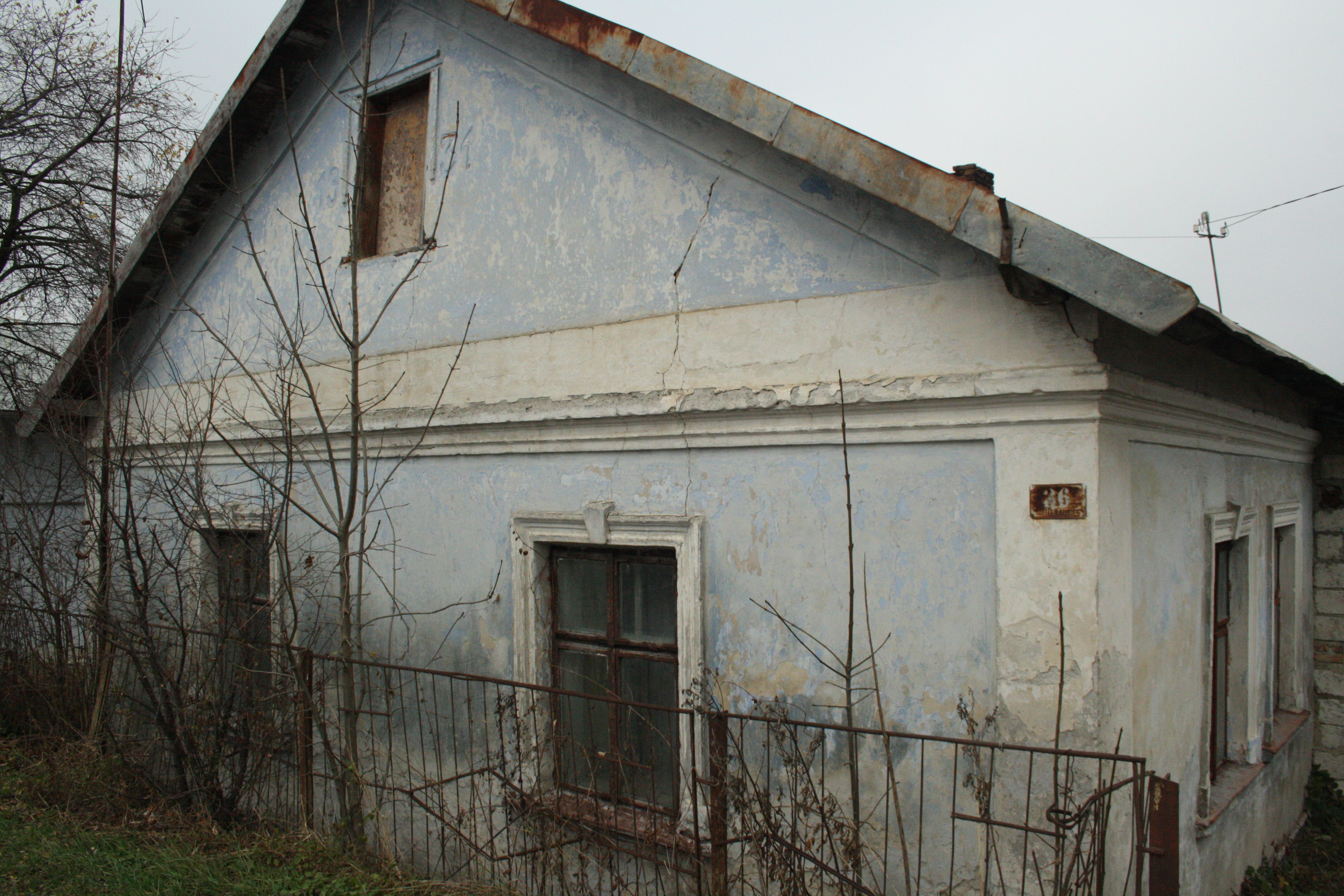
Unterwalden
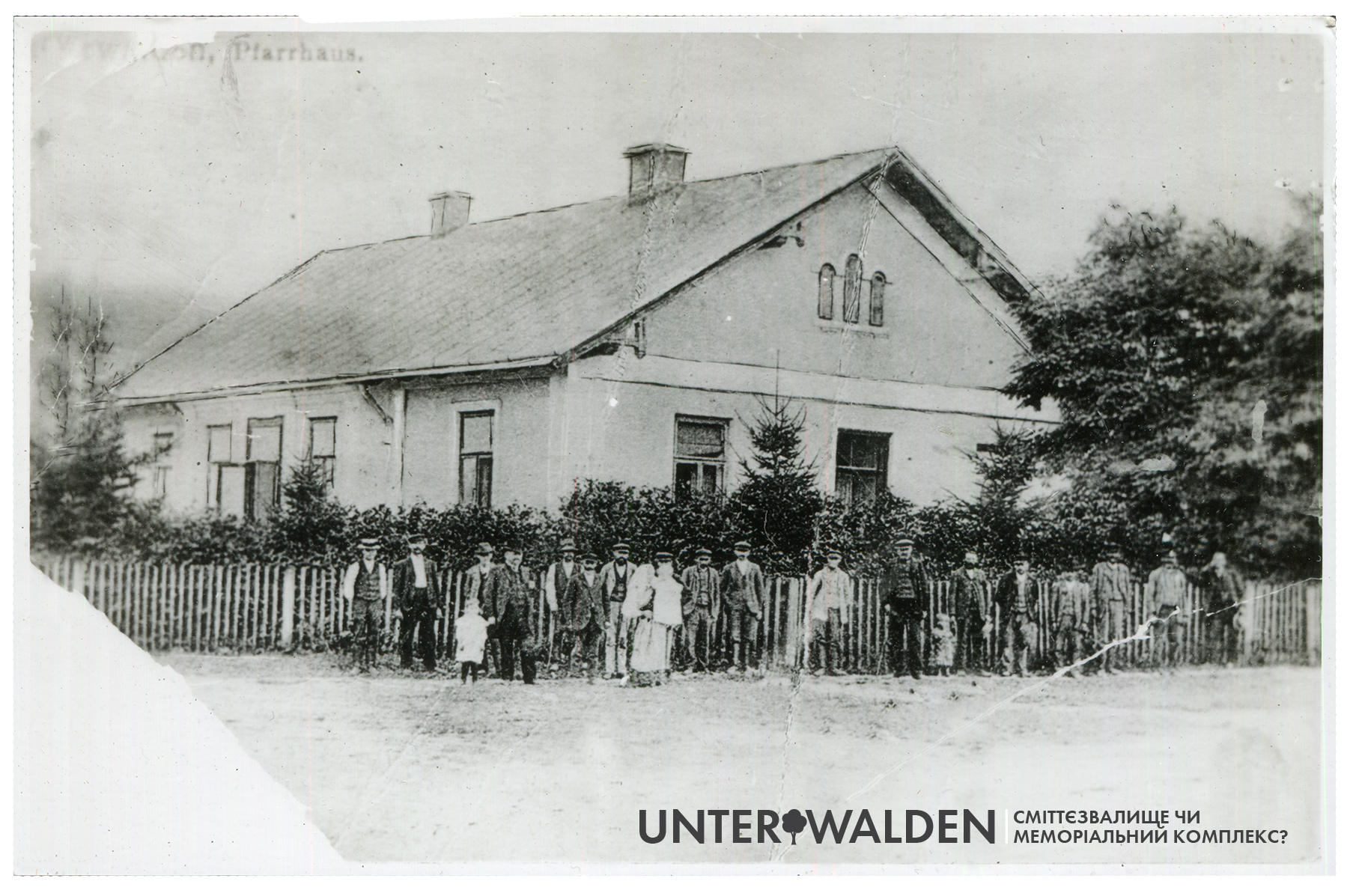
Unterwalden
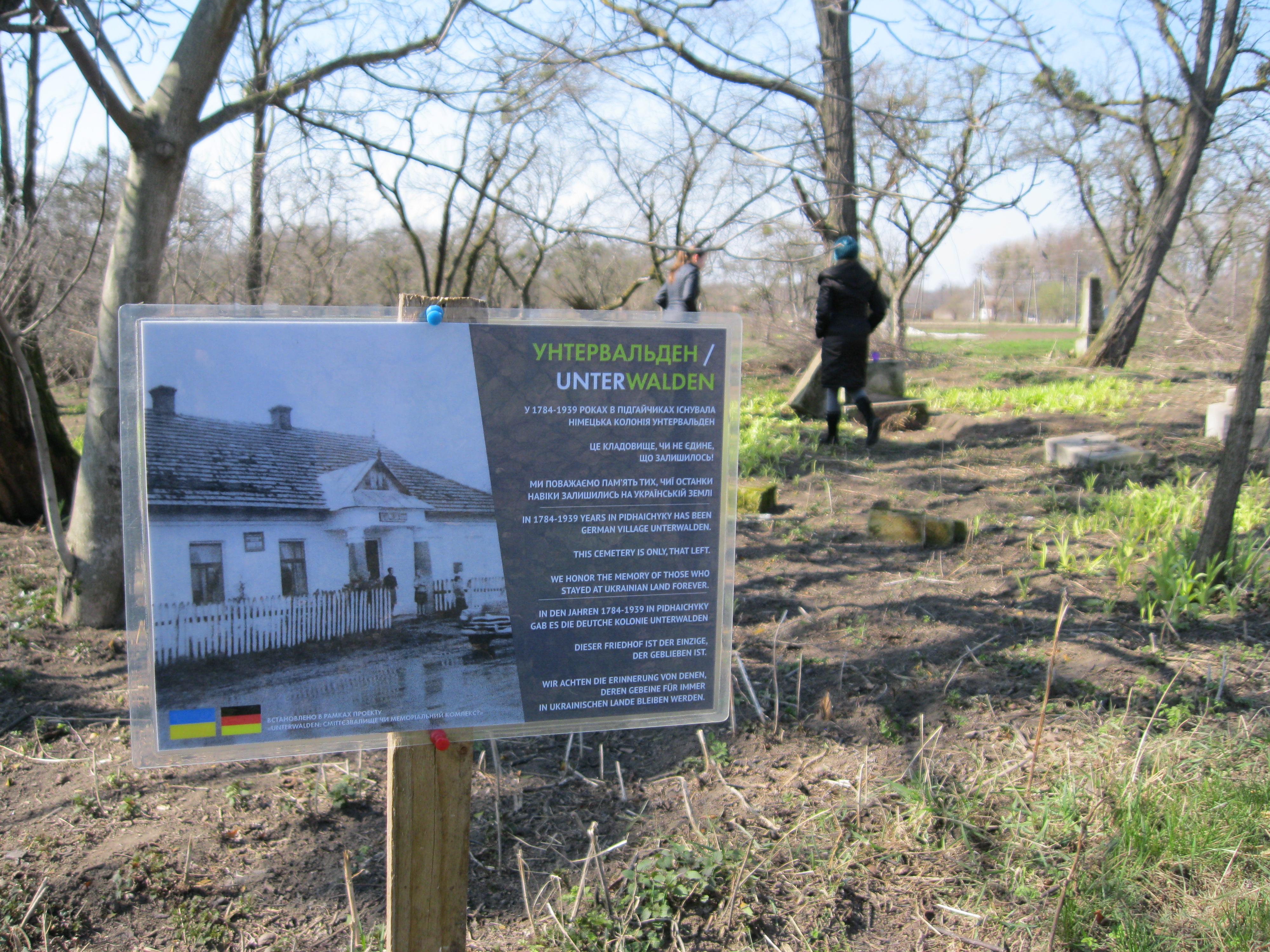
Unterwalden, Friedhof